# 凤凰 (亚特兰大)
凤凰（The Phoenix），或亚特兰大从灰烬中重生（Atlanta from the Ashes），是美国乔治亚州亚特兰大市中心的一个青铜雕塑，象征亚特兰大从美国内战的破坏中复兴，发展成为一个全球城市。雕塑创作于1969年，描绘了一个女人 手抓着埃及神话中的凤凰的腿，从燃烧的灰烬上升，正如亚特兰大的基础设施在美国内战期间被威廉·谢尔曼的联邦军队烧毁后，从内战的破坏中复兴。
该雕塑已成为亚特兰大从灰烬和内战的破坏崛起，并成为这座重要的国际城市的标志性象征。
Since its creation, the sculpture has become an iconic symbol of Atlanta's rise from out of the ashes and destruction of the Civil War to become one of the most important international cities.